# Syspasis scutellator
Syspasis scutellator är en stekelart som först beskrevs av Johann Ludwig Christian Gravenhorst 1829.  Syspasis scutellator ingår i släktet Syspasis och familjen brokparasitsteklar. Arten är reproducerande i Sverige. Inga underarter finns listade i Catalogue of Life.